# الطريق الأوروبي E4
الطريق الأوروبي E4 يمر الطريق الأوروبي E4 من الشمال إلى الجنوب عبر السويد من الحدود مع فنلندا، بطول إجمالي يبلغ 1590 كيلومتر (990 ميل).